# Тринадцатая поправка к Конституции Ирландии
Тринадцатая поправка к Конституции Ирландии — поправка к Конституции Ирландии, принятая по результатам референдума 25 ноября 1992 года (поправка была внесена в закон 23 декабря того же года), в которой было оговорено, что запрет на совершение абортов, принятый восьмой поправкой к Конституции Ирландии, не может ограничивать перемещение за границы государства (что решало социальные проблемы, возникшие после принятия запрета). В тот же день была принята и четырнадцатая поправка к Конституции Ирландии, согласно которой законное распространение информации об услугах, легально совершаемых в других странах, не может быть пресечено, и отклонена двенадцатая поправка, согласно которой предлагалось закрепить, что возможность суицида не является достаточным поводом для признания угрозы жизни матери и совершения аборта.
Текст нового подпункта в статью 40.3.3:

Данное положение не ограничивает свободу перемещения между Государством [Ирландия] и другим государством.
Оригинальный текст (англ.)This subsection shall not limit freedom to travel between the State and another state.

## Результаты
| Тринадцатая поправка в Конституцию Ирландии | Тринадцатая поправка в Конституцию Ирландии | Тринадцатая поправка в Конституцию Ирландии |
| За или против                               | Голосов                                     | Процент                                     |
| ------------------------------------------- | ------------------------------------------- | ------------------------------------------- |
| За                                          | 1 035 308                                   | 62.39%                                      |
| Против                                      | 624 059                                     | 37.61%                                      |
| Действительные голоса                       | 1 659 367                                   | 95.71%                                      |
| Чистые или бракованные бланки               | 74 454                                      | 4.29%                                       |
| Всего голосов                               | 1 733 821                                   | 100.00%                                     |
| Явка                                        | 68.18%                                      | 68.18%                                      |
| Число избирателей                           | 2 542 841                                   | 2 542 841                                   |